# 黃炳誓
黃炳誓（朝鲜语：／，1949年—），朝鲜民主主义人民共和国政治人物，现任国防省总顾问。曾任朝鮮勞動黨中央政治局常務委員會委員和組織指導部副部長，朝鮮人民軍次帅军衔。據報導，他是最高領導人金正恩的親信之一，他在担任劳动党中央部科长时获得金正恩母亲高容姬信任，并且在金正恩“接班”过程中发挥重要作用。2018年2月，大韩民国国家情报院证实黃炳誓已被免职，由原人民武力省（现国防省）部长金正角次帅接任朝鲜人民军总政治局局长，黃炳誓需要在高级党校接受思想教育。

## 生平
黃炳誓的早期事跡不詳。韓國統一部對其記载始於2005年。當年，他成為黨組織指導部副部長。2010年，他被朝鮮勞動黨中央軍事委員會和朝鮮國防委員會授予中將軍銜。同年，又入選朝鮮勞動黨中央委員會的候補委員名單。翌年4月，他晉升為上將。12月，金正日離世，黃炳誓被繼任人金正恩列為治喪委員會的成員。
2012年後，他多次陪同金正恩出席各項的活動。据韩国官方智库——韩国民族统一研究院统计，2013年，黄炳誓共陪同金正恩视察59次，位列第二，远远落后于朝鲜人民军总政治局局长崔龙海的141次；但在2014年初至今，黄炳誓陪同视察22次，崔龙海15次。因此，有分析指他已超越了崔龍海，成為金正恩可靠的親信。
2014年4月26日晋升为次帅，此前在4月15日时已晋升为大将。同年5月1日，取代崔龙海担任朝鲜人民军总政治局局长，成为朝鲜军方内部的最高职位。2014年9月25日，朝鲜举行第13届最高人民会议第二次会议，人民军总政治局长黄炳誓取代崔龙海当选为国防委员会副委員長。
2015年4月8日，獲委任為朝鮮勞動黨中央政治局常委，正式成為朝鮮政權中僅次於勞動黨第一書記金正恩的第二號人物，地位與金永南相當。
2017年10月13日，在万景台革命学院70周年报告大会上，黄炳誓最后一次现身朝鲜媒体。2017年年11月韩国《中央日报》称，在劳动党组织领导部长崔龙海的指挥下，对总政治局进行大规模搜查，发现了黄炳誓违反纪律的事实，有信息证实其涉嫌收钱卖官。报道称，金正恩听到相关报告后下令罚一儆百，因此黄炳誓受到了接近肃清程度的严重惩罚，可能已被开除党籍。
2018年6月30日朝中社新闻通稿里提到，黄炳誓陪同金正恩视察了薪岛郡芦苇综合农场芦苇第一分场。2018年7月2日，朝中社新闻报道了金正恩视察新义州纺织厂、化纤厂的活动；陪同人员中，再次出现了黄炳誓的名字：“朝鲜劳动党中央干部安正洙、黄炳誓、韩光相、金成男、赵甬元、吴日晶、黄英哲陪同视察”，黄炳誓并出现在配发新闻照片中。
2022年4月25日的朝鲜人民革命军建军90周年阅兵中，黄炳誓出现在校官队列里，仍然佩戴次帅肩章。
2022年7月27日朝鲜战争胜利纪念大会上，黄炳誓出席
2022年9月8日的庆祝朝鲜民主主义人民共和国建立74周年的活动里，朝鲜官媒再一次正式出现了黄炳誓的名字（而非配图或者视频里有个特写镜头）。
2024年4月10日，金正恩同视察金正日军政大学，黄炳誓以国防省总顾问的身份陪同。

## 家庭
据韩国《中央日报》报道，黄炳誓的父亲相传为“非转向长期囚犯”黄必求，祖籍全罗北道高敞郡，有个哥哥炳舜，姐姐熙淑（音），本贯为平海黄氏（평해 황씨）。